# Mexikó a 2016. évi nyári olimpiai játékokon
Mexikó a brazíliai Rio de Janeiróban megrendezett 2016. évi nyári olimpiai játékok egyik részt vevő nemzete volt. Az országot az olimpián 26 sportágban 123 sportoló képviselte, akik összesen 5 érmet szereztek.

## Érmesek
| Érem  | Versenyző                | Sportág   | Versenyszám              |
| ----- | ------------------------ | --------- | ------------------------ |
| Ezüst | María Guadalupe González | Atlétika  | Női 20 km gyaloglás      |
| Ezüst | Germán Sánchez           | Műugrás   | Férfi egyéni toronyugrás |
| Ezüst | María Espinoza           | Taekwondo | Női nehézsúly            |
| Bronz | Misael Rodríguez         | Ökölvívás | Férfi középsúly          |
| Bronz | Ismael Hernández         | Öttusa    | Férfi                    |

## Asztalitenisz
Férfi
| Versenyző     | Versenyszám | Selejtező                                   | 64-es főtábla                                  | 48-as főtábla     | 32-es főtábla     | Nyolcaddöntő      | Negyeddöntő       | Elődöntő          | Döntő             | Helyezés |
| Versenyző     | Versenyszám | Ellenfél Eredmény                           | Ellenfél Eredmény                              | Ellenfél Eredmény | Ellenfél Eredmény | Ellenfél Eredmény | Ellenfél Eredmény | Ellenfél Eredmény | Ellenfél Eredmény | Helyezés |
| ------------- | ----------- | ------------------------------------------- | ---------------------------------------------- | ----------------- | ----------------- | ----------------- | ----------------- | ----------------- | ----------------- | -------- |
| Marcos Madrid | Egyes       | Yoshua Shing (VAN) · 11–8, 11–9, 11–4, 11–1 | Yang Wang (SVK) · 8–11, 8–11, 6–11, 11–5, 6–11 | kiesett           | kiesett           | kiesett           | kiesett           | kiesett           | kiesett           | 49.      |

Női
| Versenyző    | Versenyszám | Selejtező                                   | 64-es főtábla                                    | 48-as főtábla     | 32-es főtábla     | Nyolcaddöntő      | Negyeddöntő       | Elődöntő          | Döntő             | Helyezés |
| Versenyző    | Versenyszám | Ellenfél Eredmény                           | Ellenfél Eredmény                                | Ellenfél Eredmény | Ellenfél Eredmény | Ellenfél Eredmény | Ellenfél Eredmény | Ellenfél Eredmény | Ellenfél Eredmény | Helyezés |
| ------------ | ----------- | ------------------------------------------- | ------------------------------------------------ | ----------------- | ----------------- | ----------------- | ----------------- | ----------------- | ----------------- | -------- |
| Yadira Silva | Egyes       | Heba Allejji (SYR) · 11–2, 11–1, 11–2, 11–4 | Barbora Balážová (SVK) · 10–12, 5–11, 8–11, 7–11 | kiesett           | kiesett           | kiesett           | kiesett           | kiesett           | kiesett           | 49.      |

## Atlétika
Férfi
| Versenyző           | Versenyszám     | Előfutam | Előfutam | Előfutam | Elődöntő | Elődöntő | Elődöntő | Döntő   | Döntő    |
| Versenyző           | Versenyszám     | Idő      | Hely.    | Össz.    | Idő      | Hely.    | Össz.    | Idő     | Helyezés |
| ------------------- | --------------- | -------- | -------- | -------- | -------- | -------- | -------- | ------- | -------- |
| José Carlos Herrera | 200 m           | 20,29    | 1.       | 17.*     | 20,48    | 8.       | 20.      | kiesett | kiesett  |
| Ricardo Ramos       | Maraton         |          |          |          |          |          |          | 2:30:20 | 120.     |
| Daniel Vargas       | Maraton         |          |          |          |          |          |          | 2:18:51 | 54.      |
| Pedro Gómez         | 20 km gyaloglás |          |          |          |          |          |          | 1:22:22 | 23.      |
| Ever Palma          | 20 km gyaloglás |          |          |          |          |          |          | 1:21:24 | 14.      |
| Julio César Salazar | 20 km gyaloglás |          |          |          |          |          |          | 1:27:38 | 52.      |
| Horacio Nava        | 50 km gyaloglás |          |          |          |          |          |          | 3:50:53 | 13.      |
| José Leyver         | 50 km gyaloglás |          |          |          |          |          |          | 3:56:07 | 25.      |
| Omar Zepeda         | 50 km gyaloglás |          |          |          |          |          |          | 3:51:35 | 16.      |

| Versenyző       | Versenyszám   | Selejtező | Selejtező | Döntő    | Döntő    |
| Versenyző       | Versenyszám   | Eredmény  | Helyezés  | Eredmény | Helyezés |
| --------------- | ------------- | --------- | --------- | -------- | -------- |
| Edgar Rivera    | Magasugrás    | 217 cm    | 35.**     | kiesett  | kiesett  |
| Alberto Álvarez | Hármasugrás   | 16,67 m   | 10.       | 16,56 m  | 9.       |
| Diego del Real  | Kalapácsvetés | 75,19 m   | 5.        | 76,05 m  | 4.       |

Női
| Versenyző                | Versenyszám     | Döntő    | Döntő    |
| Versenyző                | Versenyszám     | Idő      | Helyezés |
| ------------------------ | --------------- | -------- | -------- |
| Brenda Flores            | 10 000 m        | 32:39,08 | 32.      |
| Marisol Romero           | 10 000 m        | 35:33,03 | 35.      |
| Margarita Hernández      | Maraton         | 2:38:15  | 48.      |
| Madai Pérez              | Maraton         | 2:34:42  | 32.      |
| María Guadalupe González | 20 km gyaloglás | 1:28:37  |          |
| María Guadalupe Sánchez  | 20 km gyaloglás | 1:33:44  | 23.      |
| Alejandra Ortega         | 20 km gyaloglás | 1:37:33  | 41.      |

| Versenyző      | Versenyszám | Selejtező | Selejtező | Döntő    | Döntő    |
| Versenyző      | Versenyszám | Eredmény  | Helyezés  | Eredmény | Helyezés |
| -------------- | ----------- | --------- | --------- | -------- | -------- |
| Yvonne Treviño | Távolugrás  | 616 cm    | 30.       | kiesett  | kiesett  |

* - egy másik versenyzővel azonos eredményt ért el

** - öt másik versenyzővel azonos eredményt ért el

## Birkózás

### Férfi
Kötöttfogású
| Versenyző     | Versenyszám | Selejtező                        | Nyolcaddöntő      | Negyeddöntő       | Elődöntő          | Vigaszág első kör | Vigaszág elődöntő | Bronz- mérkőzés   | Döntő             | Helyezés |
| Versenyző     | Versenyszám | Ellenfél Eredmény                | Ellenfél Eredmény | Ellenfél Eredmény | Ellenfél Eredmény | Ellenfél Eredmény | Ellenfél Eredmény | Ellenfél Eredmény | Ellenfél Eredmény | Helyezés |
| ------------- | ----------- | -------------------------------- | ----------------- | ----------------- | ----------------- | ----------------- | ----------------- | ----------------- | ----------------- | -------- |
| Alfonso Leyva | 85 kg       | Roberti Kobliashvili (GEO) · 0–5 | kiesett           | kiesett           | kiesett           | kiesett           | kiesett           | kiesett           | kiesett           | 19.      |

## Cselgáncs
Női
| Versenyző                | Versenyszám | Selejtező                                | Nyolcaddöntő                        | Negyeddöntő       | Elődöntő          | Vigaszág elődöntő | Bronz- mérkőzés   | Döntő             | Helyezés |
| Versenyző                | Versenyszám | Ellenfél Eredmény                        | Ellenfél Eredmény                   | Ellenfél Eredmény | Ellenfél Eredmény | Ellenfél Eredmény | Ellenfél Eredmény | Ellenfél Eredmény | Helyezés |
| ------------------------ | ----------- | ---------------------------------------- | ----------------------------------- | ----------------- | ----------------- | ----------------- | ----------------- | ----------------- | -------- |
| Edna Carrillo            | Légsúly     | Dilara Lokmanhekim (TUR) · 100(0)-000(0) | Kondo Ami (JPN) · 000(1)–101(0)     | kiesett           | kiesett           |                   |                   |                   | 9.       |
| Vanessa Martina Zambotti | Nehézsúly   | erőnyerő                                 | Émilie Andéol (FRA) · 000(2)–000(1) | kiesett           | kiesett           |                   |                   |                   | 9.       |

## Evezés
Férfi
| Versenyző           | Versenyszám  | Előfutam | Előfutam | Vigaszág | Vigaszág | Negyeddöntő | Negyeddöntő | Elődöntő | Elődöntő | Elődöntő | Döntő | Döntő   | Döntő | Helyezés |
| Versenyző           | Versenyszám  | Idő      | Hely.    | Idő      | Hely.    | Idő         | Hely.       | Típus    | Idő      | Hely.    | Típus | Idő     | Hely. | Helyezés |
| ------------------- | ------------ | -------- | -------- | -------- | -------- | ----------- | ----------- | -------- | -------- | -------- | ----- | ------- | ----- | -------- |
| Juan Carlos Cabrera | Egypárevezős | 7:08,27  | 2.       | erőnyerő | erőnyerő | 6:50,04     | 2.          | A/B      | 7:03,68  | 4.       | B     | 6:50,02 | 2.    | 8.       |

Női
| Versenyző     | Versenyszám  | Előfutam | Előfutam | Vigaszág | Vigaszág | Negyeddöntő | Negyeddöntő | Elődöntő | Elődöntő | Elődöntő | Döntő | Döntő   | Döntő | Helyezés |
| Versenyző     | Versenyszám  | Idő      | Hely.    | Idő      | Hely.    | Idő         | Hely.       | Típus    | Idő      | Hely.    | Típus | Idő     | Hely. | Helyezés |
| ------------- | ------------ | -------- | -------- | -------- | -------- | ----------- | ----------- | -------- | -------- | -------- | ----- | ------- | ----- | -------- |
| Kenia Lechuga | Egypárevezős | 8:11,44  | 1.       | erőnyerő | erőnyerő | 7:44,11     | 3.          | A/B      | 8:14,76  | 6.       | B     | 7:40,39 | 6.    | 12.      |

## Golf
| Versenyző         | Versenyszám  | 1. forduló | 1. forduló | 2. forduló | 2. forduló | 3. forduló | 3. forduló | 4. forduló | 4. forduló | Összesen | Összesen | Összesen |
| Versenyző         | Versenyszám  | Pont       | Par        | Pont       | Par        | Pont       | Par        | Pont       | Par        | Pontszám | Par      | Helyezés |
| ----------------- | ------------ | ---------- | ---------- | ---------- | ---------- | ---------- | ---------- | ---------- | ---------- | -------- | -------- | -------- |
| Rodolfo Cazaubón  | Férfi egyéni | 76         | +5         | 66         | −5         | 68         | −3         | 73         | +2         | 283      | −1       | 30.      |
| Alejandra Llaneza | Női egyéni   | 73         | +2         | 68         | −3         | 73         | +2         | 80         | +9         | 294      | +10      | 44.      |
| Gaby López        | Női egyéni   | 71         | 0          | 67         | −4         | 76         | +5         | 72         | +1         | 286      | +2       | 31.      |

## Íjászat
Férfi
| Versenyző        | Versenyszám | Selejtező | Selejtező | 64-es főtábla                   | 32-es főtábla     | Nyolcaddöntő      | Negyeddöntő       | Elődöntő          | Döntő             | Helyezés |
| Versenyző        | Versenyszám | Pont      | Kiemelés  | Ellenfél Eredmény               | Ellenfél Eredmény | Ellenfél Eredmény | Ellenfél Eredmény | Ellenfél Eredmény | Ellenfél Eredmény | Helyezés |
| ---------------- | ----------- | --------- | --------- | ------------------------------- | ----------------- | ----------------- | ----------------- | ----------------- | ----------------- | -------- |
| Ernesto Boardman | Egyéni      | 662       | 28.       | Adrián Puentes (CUB)(37.) · 4-6 | kiesett           | kiesett           | kiesett           | kiesett           | kiesett           | 33.      |

Női
| Versenyző                                      | Versenyszám | Selejtező | Selejtező | 64-es főtábla                       | 32-es főtábla                   | Nyolcaddöntő                                                                           | Negyeddöntő | Elődöntő                    | Döntő                                               | Helyezés |
| Versenyző                                      | Versenyszám | Pont      | Kiemelés  | Ellenfél Eredmény                   | Ellenfél Eredmény               | Ellenfél Eredmény                                                                      | Ellenfél Eredmény                                                                                                  | Ellenfél Eredmény           | Ellenfél Eredmény                                   | Helyezés |
| ---------------------------------------------- | ----------- | --------- | --------- | ----------------------------------- | ------------------------------- | -------------------------------------------------------------------------------------- | --- | --------------------------- | --------------------------------------------------- | -------- |
| Gabriela Bayardo                               | Egyéni      | 648       | 12.       | Shamoli Ray (BAN)(53.) · 6-0        | Lisa Unruh (GER)(21.) · 4-6     | kiesett                                                                                | kiesett | kiesett                     | kiesett                                             | 17.      |
| Aída Román                                     | Egyéni      | 623       | 38.       | Alexandra Mîrca (MDA)(27.) · 4-6    | kiesett                         | kiesett                                                                                | kiesett | kiesett                     | kiesett                                             | 33.      |
| Alejandra Valencia                             | Egyéni      | 651       | 8.        | Yuliya Lobzhenidze (GEO)(57.) · 6-4 | Yasemin Anagöz (TUR)(25.) · 6-5 | Laisrám Dévi (IND)(24.) · 6-2                                                          | Cshö Miszon (Choi Mi-seon) (KOR)(1.) · 6-0                                                                         | Lisa Unruh (GER)(21.) · 2-6 | Bronzmérkőzés · Ki Bobe (Gi Bo-bae) (KOR)(3.) · 4-6 | 4.       |
| Gabriela Bayardo Aída Román Alejandra Valencia | Csapat      | 1922      | 5.        |                                     |                                 | Grúzia (GEO) · Krisztine Eszebua · Yuliya Lobzhenidze · Hatuna Narimanidze (12.) · 6–0 | Tajvan (TPE) · Lej Csien-jing (Le Chien-Ying) · Lin Si-csia (Lin Shih-chia) · Tan Ja-ting (Tan Ya-Ting) (4.) · 4–5 | kiesett                     | kiesett                                             | 5.       |

## Kajak-kenu

### Gyorsasági
Férfi
| Versenyző               | Versenyszám      | Előfutam | Előfutam | Előfutam | Elődöntő | Elődöntő | Elődöntő | Döntő | Döntő  | Döntő    | Helyezés |
| Versenyző               | Versenyszám      | Idő      | Hely.    | Össz.    | Idő      | Hely.    | Össz.    | Típus | Idő    | Helyezés | Helyezés |
| ----------------------- | ---------------- | -------- | -------- | -------- | -------- | -------- | -------- | ----- | ------ | -------- | -------- |
| Marcos Pulido Rodríguez | Kenu egyes 200 m | 41,910   | 6.       | 18.      | 42,283   | 5.       | 16.      | B     | 42,098 | 8.       | 16.      |

## Kerékpározás

### Hegyi-kerékpározás
| Versenyző         | Versenyszám      | Idő     | Helyezés |
| ----------------- | ---------------- | ------- | -------- |
| Daniela Campuzano | Női terepverseny | 1:36:33 | 16.      |

### Országúti kerékpározás
Férfi
| Versenyző  | Versenyszám   | Idő           | Helyezés      |
| ---------- | ------------- | ------------- | ------------- |
| Luis Lemus | Mezőnyverseny | nem ért célba | nem ért célba |

Női
| Versenyző          | Versenyszám   | Idő           | Helyezés      |
| ------------------ | ------------- | ------------- | ------------- |
| Carolina Rodríguez | Mezőnyverseny | nem ért célba | nem ért célba |

### Pálya-kerékpározás
Omnium
| Versenyző     | Versenyszám | 15 km-es scratch | 15 km-es scratch | 4 km-es egyéni üldözőverseny | 4 km-es egyéni üldözőverseny | 4 km-es egyéni üldözőverseny | Kieséses verseny | Kieséses verseny | 1000 m-es időfutam | 1000 m-es időfutam | 1000 m-es időfutam | 250 méter repülő rajt | 250 méter repülő rajt | 250 méter repülő rajt | 30 km-es pontverseny | 30 km-es pontverseny | Összesítés | Összesítés |
| Versenyző     | Versenyszám | Pont             | Hely.            | Idő                          | Pont                         | Hely.                        | Pont             | Hely.            | Idő                | Pont               | Hely.              | Idő                   | Pont                  | Hely.                 | Pont                 | Hely.                | Pont       | Helyezés   |
| ------------- | ----------- | ---------------- | ---------------- | ---------------------------- | ---------------------------- | ---------------------------- | ---------------- | ---------------- | ------------------ | ------------------ | ------------------ | --------------------- | --------------------- | --------------------- | -------------------- | -------------------- | ---------- | ---------- |
| Ignacio Prado | Férfi       | 16               | 13.              | 4:29,396                     | 14                           | 14.                          | 24               | 9.               | 1:05,839           | 8                  | 17.                | 14,046                | 8                     | 17.                   | 3                    | 10.                  | 73         | 15.        |

## Labdarúgás

### Férfi
| Mexikói férfi labdarúgócsapat-játékoskeret | Mexikói férfi labdarúgócsapat-játékoskeret |
| --- | --- |
| - José Abella - Érick Aguirre - Marco Bueno - Carlos Cisneros - Carlos Fierro - Arturo González - Erick Gutiérrez - Víctor Guzmán - Hirving Lozano | - Raúl López - César Montes - Oribe Peralta* (c) - Michael Pérez - Rodolfo Pizarro - Carlos Salcedo - Alfredo Talavera* - Erick Torres - Jorge Torres Nilo* |

* - túlkoros játékos

#### Eredmények
Csoportkör
C csoport
| Hely. | Csapat                | M | Gy | D | V | G+ | G– | Gk  | P | Továbbjutás |
| ----- | --------------------- | - | -- | - | - | -- | -- | --- | - | ----------- |
| 1.    | Dél-Korea (KOR)       | 3 | 2  | 1 | 0 | 12 | 3  | +9  | 7 | Negyeddöntő |
| 2.    | Németország (GER)     | 3 | 1  | 2 | 0 | 15 | 5  | +10 | 5 | Negyeddöntő |
| 3.    | Mexikó (MEX)          | 3 | 1  | 1 | 1 | 7  | 4  | +3  | 4 |             |
| 4.    | Fidzsi-szigetek (FIJ) | 3 | 0  | 0 | 3 | 1  | 23 | −22 | 0 |             |

| 2016. augusztus 4. 17:00 (22:00) |

| Mexikó (MEX)            | 2–2               | Németország (GER)     |
| ----------------------- | ----------------- | --------------------- |
| Peralta 52' Pizarro 62' | (0–0) Jegyzőkönyv | Gnabry 58' Ginter 78' |

| Arena Fonte Nova, Salvador da Bahia Nézőszám: 16 500 Játékvezető: Alirezá Fagáni (iráni) |

| 2016. augusztus 7. 13:00 (18:00) |

| Fidzsi-szigetek (FIJ) | 1–5               | Mexikó (MEX)                          |
| --------------------- | ----------------- | ------------------------------------- |
| Krishna 11'           | (1–0) Jegyzőkönyv | Gutiérrez 48' 55' 58' 73' Salcedo 67' |

| Arena Fonte Nova, Salvador da Bahia Nézőszám: 11 200 Játékvezető: Gihád Grísa (egyiptomi) |

| 2016. augusztus 10. 16:00 (21:00) |

| Dél-Korea (KOR) | 1–0               | Mexikó (MEX) |
| --------------- | ----------------- | ------------ |
| Kvon 73'        | (0–0) Jegyzőkönyv |              |

| Estádio Nacional de Brasília, Brazíliaváros Nézőszám: 19 332 Játékvezető: Clément Turpin (francia) |

| Csapat       | Helyezés |
| ------------ | -------- |
| Mexikó (MEX) | 9.       |

## Lovaglás
Díjlovaglás
| Versenyző         | Ló    | Versenyszám | 1. kör | 1. kör | 2. kör  | 2. kör  | Döntő   | Döntő   | Végeredmény | Végeredmény |
| Versenyző         | Ló    | Versenyszám | Pont   | Hely.  | Pont    | Hely.   | Pont    | Hely.   | Pont        | Helyezés    |
| ----------------- | ----- | ----------- | ------ | ------ | ------- | ------- | ------- | ------- | ----------- | ----------- |
| Bernadette Pujals | Rolex | Egyéni      | 66,757 | 51.    | kiesett | kiesett | kiesett | kiesett | kiesett     | kiesett     |

## Műugrás
Férfi
| Versenyző                             | Versenyszám          | Selejtező | Selejtező | Elődöntő | Elődöntő | Döntő   | Döntő    |
| Versenyző                             | Versenyszám          | Pont      | Helyezés  | Pont     | Helyezés | Pont    | Helyezés |
| ------------------------------------- | -------------------- | --------- | --------- | -------- | -------- | ------- | -------- |
| Rodrigo Diego López                   | Egyéni műugrás       | 430,70    | 8.        | 356,05   | 16.      | kiesett | kiesett  |
| Rommel Pacheco                        | Egyéni műugrás       | 488,25    | 2.        | 469,70   | 2.       | 451,20  | 7.       |
| Iván García                           | Egyéni toronyugrás   | 418,90    | 15.       | 497,55   | 3.       | 418,95  | 10.      |
| Germán Sánchez                        | Egyéni toronyugrás   | 430,05    | 12.       | 462,05   | 9.       | 532,70  |          |
| Jahir Ocampo Marroquín Rommel Pacheco | Szinkron műugrás     |           |           |          |          | 405,30  | 5.       |
| Iván García Germán Sánchez            | Szinkron toronyugrás |           |           |          |          | 423,30  | 5.       |

Női
| Versenyző                       | Versenyszám          | Selejtező | Selejtező | Elődöntő | Elődöntő | Döntő   | Döntő    |
| Versenyző                       | Versenyszám          | Pont      | Helyezés  | Pont     | Helyezés | Pont    | Helyezés |
| ------------------------------- | -------------------- | --------- | --------- | -------- | -------- | ------- | -------- |
| Dolores Hernández               | Egyéni műugrás       | 295,20    | 18.       | 293,05   | 16.      | kiesett | kiesett  |
| Melany Hernández                | Egyéni műugrás       | 279,45    | 22.       | kiesett  | kiesett  | kiesett | kiesett  |
| Paola Espinosa                  | Egyéni toronyugrás   | 313,70    | 13.       | 306,45   | 12.      | 377,10  | 4.       |
| Alejandra Orozco                | Egyéni toronyugrás   | 287,45    | 20.       | kiesett  | kiesett  | kiesett | kiesett  |
| Paola Espinosa Alejandra Orozco | Szinkron toronyugrás |           |           |          |          | 304,08  | 6.       |

## Ökölvívás
Férfi
| Versenyző          | Versenyszám | Selejtező                          | Nyolcaddöntő                      | Negyeddöntő              | Elődöntő                        | Döntő             | Helyezés |
| Versenyző          | Versenyszám | Ellenfél Eredmény                  | Ellenfél Eredmény                 | Ellenfél Eredmény        | Ellenfél Eredmény               | Ellenfél Eredmény | Helyezés |
| ------------------ | ----------- | ---------------------------------- | --------------------------------- | ------------------------ | ------------------------------- | ----------------- | -------- |
| Joselito Velázquez | Papírsúly   | Leandro Blanc (ARG) · 3-0          | Hasanboy Dusmatov (UZB) · 0-3     | kiesett                  | kiesett                         | kiesett           | 9.       |
| Elías Emigdio      | Légsúly     | Kharkhüügiin Enkh-Amar (MGL) · 3-0 | Ceiber Ávila (COL) · 0-3          | kiesett                  | kiesett                         | kiesett           | 9.       |
| Lindolfo Delgado   | Könnyűsúly  | Carmine Tommasone (ITA) · 0-3      | kiesett                           | kiesett                  | kiesett                         | kiesett           | 17.      |
| Juan Pablo Romero  | Váltósúly   | Vincenzo Mangiacapre (ITA) · 1-2   | kiesett                           | kiesett                  | kiesett                         | kiesett           | 17.      |
| Misael Rodríguez   | Középsúly   | Waheed Abdulridha (IRQ) · 3-0      | Michael O'Reilly (IRL) · kizárták | Hoszám Ábdín (EGY) · 3-0 | Bektemir Melikuziev (UZB) · 0-3 | kiesett           |          |

## Öttusa
| Versenyző        | Versenyszám | Vívás (V) | Vívás (V) | Úszás   | Úszás | Úszás | Bónusz vívás (B) | Bónusz vívás (B) | Bónusz vívás (B) | Lovaglás | Lovaglás | Lovaglás | Lovaglás | Futás/Lövészet | Futás/Lövészet | Futás/Lövészet | Futás/Lövészet | Összesen    | Összesen |
| Versenyző        | Versenyszám | Eredmény  | Pont      | Idő     | Pont  | Hely. | Eredmény         | Pont             | V+B Hely.        | Idő      | Hibapont | Pont     | Hely.    | Lövőhiba       | Idő            | Pont           | Hely.          | Összes pont | Helyezés |
| ---------------- | ----------- | --------- | --------- | ------- | ----- | ----- | ---------------- | ---------------- | ---------------- | -------- | -------- | -------- | -------- | -------------- | -------------- | -------------- | -------------- | ----------- | -------- |
| Ismael Hernández | Férfi       | 18–17     | 208       | 2:02,12 | 334   | 11.   | 0–1              | 0                | 19.              | 71,78    | 0        | 300      | 5.       | 6              | 11:14,33       | 626            | 8.             | 1468        |          |
| Tamara Vega      | Női         | 15–20     | 190       | 2:16,89 | 290   | 17.   | 0–1              | 0                | 26.              | 72,93    | 0        | 300      | 5.       | 6              | 12:49,39       | 531            | 10.            | 1311        | 10.      |

## Röplabda

### Férfi
| Mexikói férfi röplabdacsapat-játékoskeret                                                           | Mexikói férfi röplabdacsapat-játékoskeret                                                             |
| --------------------------------------------------------------------------------------------------- | --- |
| - Tomas Aguilera - Jorge Barajas - Samuel Córdova - Carlos Guerra - José Martínez - Nestor Orellana | - Jesús Alberto Perales - Jorge Quiñones - Jesús Rangel - Pedro Rangel - Gonzalo Ruiz - Daniel Vargas |

#### Eredmények
Csoportkör
A csoport
|       |                        | Mérkőzések | Mérkőzések | Mérkőzések | Mérkőzések | Szettek | Szettek | Szettek | Pontok | Pontok | Pontok |
| Hely. | Csapat                 | M          | Gy         | V          | Pont       | Sz+     | Sz–     | SzA     | P+     | P–     | PA     |
| ----- | ---------------------- | ---------- | ---------- | ---------- | ---------- | ------- | ------- | ------- | ------ | ------ | ------ |
| 1.    | Olaszország (ITA)      | 5          | 4          | 1          | 12         | 13      | 5       | 2,600   | 432    | 375    | 1,152  |
| 2.    | Kanada (CAN)           | 5          | 3          | 2          | 9          | 10      | 7       | 1,429   | 378    | 378    | 1,000  |
| 3.    | Egyesült Államok (USA) | 5          | 3          | 2          | 9          | 10      | 8       | 1,250   | 419    | 405    | 1,035  |
| 4.    | Brazília (BRA)         | 5          | 3          | 2          | 9          | 11      | 9       | 1,222   | 467    | 442    | 1,057  |
| 5.    | Franciaország (FRA)    | 5          | 2          | 3          | 6          | 8       | 9       | 0,889   | 386    | 367    | 1,052  |
| 6.    | Mexikó (MEX)           | 5          | 0          | 5          | 0          | 1       | 15      | 0,067   | 283    | 398    | 0,711  |

| 2016. augusztus 7. 11:35 (16:35) | Brazília (BRA)                           | 3–1 | Mexikó (MEX) | Ginásio do Maracanãzinho, Rio de Janeiro Nézőszám: 8686 Játékvezető: Nasr Shaaban (EGY), Arturo Di Giacomo (BEL) |
| 2016. augusztus 7. 11:35 (16:35) | (23–25, 25–19, 25–14, 25–18) Jegyzőkönyv |     |              | Ginásio do Maracanãzinho, Rio de Janeiro Nézőszám: 8686 Játékvezető: Nasr Shaaban (EGY), Arturo Di Giacomo (BEL) |

| 2016. augusztus 9. 11:35 (16:35) | Franciaország (FRA)               | 3–0 | Mexikó (MEX) | Ginásio do Maracanãzinho, Rio de Janeiro Nézőszám: 6625 Játékvezető: Liu Csiang (Liu Jiang) (CHN), Taoufik Boudaya (TUN) |
| 2016. augusztus 9. 11:35 (16:35) | (25–18, 25–12, 25–22) Jegyzőkönyv |     |              | Ginásio do Maracanãzinho, Rio de Janeiro Nézőszám: 6625 Játékvezető: Liu Csiang (Liu Jiang) (CHN), Taoufik Boudaya (TUN) |

| 2016. augusztus 11. 20:30 (1:30) | Olaszország (ITA)                 | 3–0 | Mexikó (MEX) | Ginásio do Maracanãzinho, Rio de Janeiro Nézőszám: 5472 Játékvezető: Arturo Di Giacomo (BEL), Piotr Dudek (POL) |
| 2016. augusztus 11. 20:30 (1:30) | (25–17, 25–13, 25–17) Jegyzőkönyv |     |              | Ginásio do Maracanãzinho, Rio de Janeiro Nézőszám: 5472 Játékvezető: Arturo Di Giacomo (BEL), Piotr Dudek (POL) |

| 2016. augusztus 13. 20:30 (1:30) | Kanada (CAN)                      | 3–0 | Mexikó (MEX) | Ginásio do Maracanãzinho, Rio de Janeiro Nézőszám: 5624 Játékvezető: Hernán Casamiquela (ARG), Taoufik Boudaya (TUN) |
| 2016. augusztus 13. 20:30 (1:30) | (25–20, 25–13, 25–22) Jegyzőkönyv |     |              | Ginásio do Maracanãzinho, Rio de Janeiro Nézőszám: 5624 Játékvezető: Hernán Casamiquela (ARG), Taoufik Boudaya (TUN) |

| 2016. augusztus 15. 11:35 (16:35) | Egyesült Államok (USA)            | 3–0 | Mexikó (MEX) | Ginásio do Maracanãzinho, Rio de Janeiro Nézőszám: 7963 Játékvezető: Mohammad Shahmiri (IRI), Piotr Dudek (POL) |
| 2016. augusztus 15. 11:35 (16:35) | (25–23, 25–11, 25–19) Jegyzőkönyv |     |              | Ginásio do Maracanãzinho, Rio de Janeiro Nézőszám: 7963 Játékvezető: Mohammad Shahmiri (IRI), Piotr Dudek (POL) |

| Csapat       | Helyezés |
| ------------ | -------- |
| Mexikó (MEX) | 11.      |

### Strandröplabda

#### Férfi
| Versenyző                      | Csoportkör | Csoportkör | 16 közé jutásért  | Nyolcaddöntő                                                               | Negyeddöntő       | Elődöntő          | Döntő             | Helyezés |
| Versenyző                      | Ellenfél Eredmény | Hely.      | Ellenfél Eredmény | Ellenfél Eredmény                                                          | Ellenfél Eredmény | Ellenfél Eredmény | Ellenfél Eredmény | Helyezés |
| ------------------------------ | --- | ---------- | ----------------- | -------------------------------------------------------------------------- | ----------------- | ----------------- | ----------------- | -------- |
| Lombardo Ontiveros Juan Virgen | C csoport · Olaszország (ITA) · Daniele Lupo · Paolo Nicolai · 14–21, 21–14, 15–11 · Egyesült Államok (USA) · Phil Dalhausser · Nick Lucena · 14–21, 17–21 · Tunézia (TUN) · Choaib Belhaj Salah · Mohamed Arafet Naceur · 21–10, 21–10 | 2.         |                   | Hollandia (NED) · Reinder Nummerdor · Christiaan Varenhorst · 18–21, 15–21 | kiesett           | kiesett           | kiesett           | 9.       |

## Sportlövészet
Női
| Versenyző        | Versenyszám | Selejtező | Selejtező | Döntő   | Döntő    |
| Versenyző        | Versenyszám | Pont      | Helyezés  | Pont    | Helyezés |
| ---------------- | ----------- | --------- | --------- | ------- | -------- |
| Alejandra Zavala | Légpisztoly | 387       | 4.        | 157,1   | 4.       |
| Goretti Zumaya   | Légpuska    | 413,9     | 24.       | kiesett | kiesett  |

## Súlyemelés
Férfi
| Versenyző    | Versenyszám | Szakítás | Szakítás | Lökés    | Lökés    | Összesen | Helyezés |
| Versenyző    | Versenyszám | Eredmény | Helyezés | Eredmény | Helyezés | Összesen | Helyezés |
| ------------ | ----------- | -------- | -------- | -------- | -------- | -------- | -------- |
| Bredni Roque | 69 kg       | 145      | 6.       | 181      | 4.       | 326      | 4.       |

Női
| Versenyző          | Versenyszám | Szakítás | Szakítás | Lökés    | Lökés    | Összesen | Helyezés |
| Versenyző          | Versenyszám | Eredmény | Helyezés | Eredmény | Helyezés | Összesen | Helyezés |
| ------------------ | ----------- | -------- | -------- | -------- | -------- | -------- | -------- |
| Patricia Domínguez | 58 kg       | 96       | 6.       | 115      | 9.       | 211      | 8.       |
| Eva Gurrola        | 63 kg       | 100      | 7.       | 120      | 6.       | 220      | 5.       |
| Alejandra Garza    | 75 kg       | 98       | 10.      | 126      | 10.      | 224      | 9.       |

## Szinkronúszás
| Versenyző                   | Versenyszám | Technikai gyakorlat | Technikai gyakorlat | Selejtező        | Selejtező        | Selejtező  | Selejtező  | Döntő            | Döntő            | Döntő      | Döntő      | Helyezés |
| Versenyző                   | Versenyszám | Technikai gyakorlat | Technikai gyakorlat | Szabad gyakorlat | Szabad gyakorlat | Összesítés | Összesítés | Szabad gyakorlat | Szabad gyakorlat | Összesítés | Összesítés | Helyezés |
| Versenyző                   | Versenyszám | Pont                | Hely.               | Pont             | Hely.            | Pont       | Hely.      | Pont             | Hely.            | Pont       | Hely.      | Helyezés |
| --------------------------- | ----------- | ------------------- | ------------------- | ---------------- | ---------------- | ---------- | ---------- | ---------------- | ---------------- | ---------- | ---------- | -------- |
| Karem Achach Nuria Diosdado | Páros       | 84,9268             | 12.                 | 85,7333          | 11.              | 170,6601   | 11.        | 86,0667          | 11.              | 170,9935   | 11.        | 11.      |

## Taekwondo
Férfi
| Versenyző      | Versenyszám | Nyolcaddöntő                      | Negyeddöntő                   | Elődöntő                           | Vigaszág elődöntő | Bronz- mérkőzés                      | Döntő             | Helyezés |
| Versenyző      | Versenyszám | Ellenfél Eredmény                 | Ellenfél Eredmény             | Ellenfél Eredmény                  | Ellenfél Eredmény | Ellenfél Eredmény                    | Ellenfél Eredmény | Helyezés |
| -------------- | ----------- | --------------------------------- | ----------------------------- | ---------------------------------- | ----------------- | ------------------------------------ | ----------------- | -------- |
| Carlos Navarro | Légsúly     | Yousef Shriha (LBA) · 23-9        | Venilton Teixeira (BRA) · 8-5 | Csao Suaj (Zhao Shuai) (CHN) · 4-9 |                   | Kim Thehun (Kim Tae-hun) (KOR) · 5-7 |                   | 5.       |
| Saúl Gutiérrez | Pehelysúly  | Pürevjavyn Temüüjin (MGL) · 11-12 | kiesett                       | kiesett                            |                   |                                      |                   | 11.      |

Női
| Versenyző       | Versenyszám | Nyolcaddöntő              | Negyeddöntő             | Elődöntő                       | Vigaszág elődöntő | Bronz- mérkőzés                     | Döntő                                   | Helyezés |
| Versenyző       | Versenyszám | Ellenfél Eredmény         | Ellenfél Eredmény       | Ellenfél Eredmény              | Ellenfél Eredmény | Ellenfél Eredmény                   | Ellenfél Eredmény                       | Helyezés |
| --------------- | ----------- | ------------------------- | ----------------------- | ------------------------------ | ----------------- | ----------------------------------- | --------------------------------------- | -------- |
| Itzel Manjarrez | Légsúly     | Rosa Keleku (COD) · 9-5   | Iris Sing (BRA) · 14-4  | Tijana Bogdanović (SRB) · 0-10 |                   | Panipak Wongpattanakit (THA) · 3-15 |                                         | 5.       |
| María Espinoza  | Nehézsúly   | Kirstie Alora (PHI) · 4-1 | Wiam Dislam (MAR) · 3-2 | Jackie Galloway (USA) · 0-0    |                   |                                     | Cseng Su-jin (Zheng Shuyin) (CHN) · 1-5 |          |

## Tenisz
Férfi
| Versenyző                                   | Versenyszám | 32-es főtábla                                                    | Nyolcaddöntő                                                 | Negyeddöntő       | Elődöntő          | Bronz- mérkőzés   | Döntő             | Helyezés |
| Versenyző                                   | Versenyszám | Ellenfél Eredmény                                                | Ellenfél Eredmény                                            | Ellenfél Eredmény | Ellenfél Eredmény | Ellenfél Eredmény | Ellenfél Eredmény | Helyezés |
| ------------------------------------------- | ----------- | ---------------------------------------------------------------- | ------------------------------------------------------------ | ----------------- | ----------------- | ----------------- | ----------------- | -------- |
| Santiago González Miguel Ángel Reyes-Varela | Páros       | Nagy-Britannia (GBR) · Colin Fleming · Dominic Inglot · 6-3, 6-0 | Románia (ROU) · Florin Mergea · Horia Tecău · 3-6, 6-7(9–11) | kiesett           | kiesett           | kiesett           | kiesett           | 9.       |

## Tollaslabda
| Versenyző  | Versenyszám | Csoportkör                                                                                | Csoportkör | Nyolcaddöntő      | Negyeddöntő       | Elődöntő          | Bronz- mérkőzés   | Döntő             | Helyezés |
| Versenyző  | Versenyszám | Ellenfél Eredmény                                                                         | Hely.      | Ellenfél Eredmény | Ellenfél Eredmény | Ellenfél Eredmény | Ellenfél Eredmény | Ellenfél Eredmény | Helyezés |
| ---------- | ----------- | ----------------------------------------------------------------------------------------- | ---------- | ----------------- | ----------------- | ----------------- | ----------------- | ----------------- | -------- |
| Lino Muñoz | Férfi egyes | H csoport · Srikanth Kidambi (IND) · 11–21, 17–21 · Henri Hurskainen (SWE) · 12–21, 11–21 | 3.         | kiesett           | kiesett           | kiesett           | kiesett           | kiesett           | 28.      |

## Torna
Férfi
| Versenyző     | Versenyszám | Selejtező | Selejtező | Döntő    | Döntő    |
| Versenyző     | Versenyszám | Pontszám  | Helyezés  | Pontszám | Helyezés |
| ------------- | ----------- | --------- | --------- | -------- | -------- |
| Daniel Corral | Korlát      | 15,000    | 25.       | kiesett  | kiesett  |
| Daniel Corral | Lólengés    | 13,833    | 47.       | kiesett  | kiesett  |

Női
| Versenyző    | Versenyszám      | Selejtező | Selejtező | Döntő    | Döntő    |
| Versenyző    | Versenyszám      | Pontszám  | Helyezés  | Pontszám | Helyezés |
| ------------ | ---------------- | --------- | --------- | -------- | -------- |
| Alexa Moreno | Talaj            | 13,833    | 28.       | kiesett  | kiesett  |
| Alexa Moreno | Ugrás            | 14,633    | 12.       | kiesett  | kiesett  |
| Alexa Moreno | Felemás korlát   | 13,333    | 59.       | kiesett  | kiesett  |
| Alexa Moreno | Gerenda          | 13,300    | 51.       | kiesett  | kiesett  |
| Alexa Moreno | Egyéni összetett | 54,866    | 31.       | kiesett  | kiesett  |

## Triatlon
| Versenyző         | Versenyszám | 1,5 km úszás | Depózás 1 | 40 km kerékpározás | Depózás 2 | 10 km futás | Összesítés | Összesítés |
| Versenyző         | Versenyszám | Idő          | Idő       | Idő                | Idő       | Idő         | Idő        | Helyezés   |
| ----------------- | ----------- | ------------ | --------- | ------------------ | --------- | ----------- | ---------- | ---------- |
| Rodrigo González  | Férfi       | 18:38        | 0:49      | nem ért célba      | kiesett   | kiesett     | kiesett    | kiesett    |
| Crisanto Grajales | Férfi       | 17:59        | 0:50      | 55:52              | 0:34      | 32:13       | 1:47:28    | 12.        |
| Irving Pérez      | Férfi       | 17:35        | 0:45      | 56:21              | 0:35      | 33:10       | 1:48:26    | 22.        |
| Cecilia Pérez     | Női         | 19:10        | 0:55      | 1:04:39            | 0:37      | 37:26       | 2:02:47    | 33.        |
| Claudia Rivas     | Női         | 19:05        | 0:58      | 1:01:27            | 0:40      | 36:18       | 1:58:28    | 9.         |

## Úszás
Férfi
| Versenyző           | Versenyszám    | Előfutam | Előfutam | Előfutam | Elődöntő | Elődöntő | Elődöntő | Döntő   | Döntő    |
| Versenyző           | Versenyszám    | Idő      | Hely.    | Össz.    | Idő      | Hely.    | Össz.    | Idő     | Helyezés |
| ------------------- | -------------- | -------- | -------- | -------- | -------- | -------- | -------- | ------- | -------- |
| Ricardo Vargas      | 1500 m gyors   | 15:11,53 | 3.       | 25.      |          |          |          | kiesett | kiesett  |
| Long Yuan Gutiérrez | 100 m pillangó | 53,34    | 7.       | 32.      | kiesett  | kiesett  | kiesett  | kiesett | kiesett  |

Női
| Versenyző      | Versenyszám | Előfutam | Előfutam | Előfutam | Elődöntő | Elődöntő | Elődöntő | Döntő   | Döntő    |
| Versenyző      | Versenyszám | Idő      | Hely.    | Össz.    | Idő      | Hely.    | Össz.    | Idő     | Helyezés |
| -------------- | ----------- | -------- | -------- | -------- | -------- | -------- | -------- | ------- | -------- |
| Liliana Ibañez | 50 m gyors  | 25,25    | 3.       | 28.      | kiesett  | kiesett  | kiesett  | kiesett | kiesett  |

## Vitorlázás
Férfi
| Versenyző    | Versenyszám     | Futam | Futam | Futam | Futam | Futam | Futam | Futam | Futam | Futam | Futam | Futam | Futam | Futam   | Pontszám | Helyezés |
| Versenyző    | Versenyszám     | 1     | 2     | 3     | 4     | 5     | 6     | 7     | 8     | 9     | 10    | 11    | 12    | É       | Pontszám | Helyezés |
| ------------ | --------------- | ----- | ----- | ----- | ----- | ----- | ----- | ----- | ----- | ----- | ----- | ----- | ----- | ------- | -------- | -------- |
| David Mier   | Szörfvitorlázás | 28    | 21    | 22    | 26    | 21    | 17    | (32)  | 15    | 5     | 16    | 15    | 21    | kiesett | 207      | 20.      |
| Yanic Gentry | Laser           | 41    | 42    | 29    | 43    | 34    | 36    | 38    | (47)  | 41    | 36    |       |       | kiesett | 340      | 42.      |

Női
| Versenyző   | Versenyszám     | Futam | Futam | Futam | Futam | Futam | Futam | Futam | Futam | Futam | Futam | Futam | Futam | Futam   | Pontszám | Helyezés |
| Versenyző   | Versenyszám     | 1     | 2     | 3     | 4     | 5     | 6     | 7     | 8     | 9     | 10    | 11    | 12    | É       | Pontszám | Helyezés |
| ----------- | --------------- | ----- | ----- | ----- | ----- | ----- | ----- | ----- | ----- | ----- | ----- | ----- | ----- | ------- | -------- | -------- |
| Demita Vega | Szörfvitorlázás | 11    | 18    | 18    | 9     | 10    | 17    | (27)  | 8     | 13    | 17    | 11    | 15    | kiesett | 147      | 13.      |

## Vívás
Férfi
| Versenyző    | Versenyszám  | Selejtező         | 32-es főtábla              | Nyolcaddöntő      | Negyeddöntő       | Elődöntő          | Bronz- mérkőzés   | Döntő             | Helyezés |
| Versenyző    | Versenyszám  | Ellenfél Eredmény | Ellenfél Eredmény          | Ellenfél Eredmény | Ellenfél Eredmény | Ellenfél Eredmény | Ellenfél Eredmény | Ellenfél Eredmény | Helyezés |
| ------------ | ------------ | ----------------- | -------------------------- | ----------------- | ----------------- | ----------------- | ----------------- | ----------------- | -------- |
| Daniel Gómez | Tőr, egyéni  | erőnyerő          | Giorgio Avola (ITA) · 5-15 | kiesett           | kiesett           | kiesett           | kiesett           | kiesett           | 27.      |
| Julián Ayala | Kard, egyéni |                   | Szilágyi Áron (HUN) · 9-15 | kiesett           | kiesett           | kiesett           | kiesett           | kiesett           | 30.      |

Női
| Versenyző                                      | Versenyszám       | Selejtező                     | 32-es főtábla                | Nyolcaddöntő      | Negyeddöntő                                                                          | Elődöntő | Bronz- mérkőzés                                                                             | Döntő             | Helyezés |
| Versenyző                                      | Versenyszám       | Ellenfél Eredmény             | Ellenfél Eredmény            | Ellenfél Eredmény | Ellenfél Eredmény                                                                    | Ellenfél Eredmény                                                                                                | Ellenfél Eredmény                                                                           | Ellenfél Eredmény | Helyezés |
| ---------------------------------------------- | ----------------- | ----------------------------- | ---------------------------- | ----------------- | ------------------------------------------------------------------------------------ | --- | ------------------------------------------------------------------------------------------- | ----------------- | -------- |
| Nataly Michel                                  | Tőr, egyéni       | erőnyerő                      | Nzingha Prescod (USA) · 9-15 | kiesett           | kiesett                                                                              | kiesett | kiesett                                                                                     | kiesett           | 26.      |
| Alejandra Terán                                | Párbajtőr, egyéni | Szató Nozomi (JPN) · 12-15    | kiesett                      | kiesett           | kiesett                                                                              | kiesett | kiesett                                                                                     | kiesett           | 36.      |
| Tania Arrayales                                | Kard, egyéni      | erőnyerő                      | Jana Jegorjan (RUS) · 7-15   | kiesett           | kiesett                                                                              | kiesett | kiesett                                                                                     | kiesett           | 28.      |
| Úrsula González                                | Kard, egyéni      | Julieta Toledo (MEX) · 15-11  | Olha Harlan (UKR) · 8-15     | kiesett           | kiesett                                                                              | kiesett | kiesett                                                                                     | kiesett           | 31.      |
| Julieta Toledo                                 | Kard, egyéni      | Úrsula González (MEX) · 11-15 | kiesett                      | kiesett           | kiesett                                                                              | kiesett | kiesett                                                                                     | kiesett           | 34.      |
| Tania Arrayales Úrsula González Julieta Toledo | Kard, csapat      |                               |                              |                   | Oroszország (RUS) · Jekatyerina Gyjacsenko · Jana Jegorjan · Szofja Velikaja · 31-45 | 5–8. helyért · Lengyelország (POL) · Bogna Jóźwiak · Małgorzata Kozaczuk · Marta Puda · Aleksandra Socha · 23-45 | 7. helyért · Franciaország (FRA) · Cécilia Berder · Saoussen Boudiaf · Manon Brunet · 45-38 |                   | 7.       |